# رائب (اسم)
رائب هو اسم علم مذكر من أصل عربي، ومعناه هو مدرك وصافٍ لا شبهة فيه ولا كدر.

## وصلات خارجية
- موسوعة السلطان قابوس لأسماء العرب نسخة محفوظة 5 أبريل 2019 على موقع واي باك مشين.